# Ferrocarril Exprés del Nord d'Osaka
El Ferrocarril Exprés del Nord d'Osaka (北大阪急行電鉄, Kita Ōsaka Kyūkō Dentetsu) és una companyia de ferrocarril que opera al nord-oest de la prefectura d'Osaka, al Japó. Actualment, la companyia només gestiona i opera una única línia de ferrocarril, la Nanboku, la qual en la pràctica és una extensió de la línia Midōsuji del metro d'Osaka. La companyia té la seua seu a la ciutat de Toyonaka.

## Història
El 1967 van començar les obres de la nova línia. L'any 1970, coincidint amb l'Exposició Universal de 1970 que se celebrava a Suita, es va inaugurar la nova línia, la qual era una extensió de la línia Midōsuji del metro d'Osaka, que finalitzava a l'estació d'Esaka. Quan l'Exposició Universal tancà, el ramal de línia que conduïa fins al complex va ser tancat i va ser reconduït cap a l'estació de Senri-Chūō.
Takeo Miki, llavors ministre d'indústria i comerç va crear un acord entre el Consell Municipal d'Osaka i els Ferrocarrils Hankyū per a gestionar la nova empresa que operaria la nova línia. De fet, tot i que la línia va ser considerada en un inici com una simple extensió del metro d'Osaka, el govern municipal d'Osaka era incapaç de dur a terme aquesta extensió de manera independent, ja que no tenia prou diners, la línia eixia del terme municipal i s'haurien d'haver pagat justipreus i negociar amb els diferents municipis per on passara la línia.
Els rails cap al park de l'Expo'70 a Suita van ser trets poc després de finalitzar l'esdeveniment i el terreny on es trobaven es va utilitzar per a la construcció de l'Autopista de Chūgoku.
Des de les darreries de la dècada de 1980, ha existit un pla per estendre la línia 2,5 quilòmetres més cap al nord des de Senri-Chûô fins a la ciutat de Minoo. El 2011 el municipi de Minoh va arribar a un acord amb la companyia, al qual es va afegir el govern prefectural el 2012. Tot i això, el 2016 no s'havia inaugurat cap nova estació i els treballs continuaven.
El 19 de gener de 2017 va començar la construcció de la nova extensió de la línia fins a Shin-Minô (posteriorment, Minô-Kayano), creant també una estació al mig del trajecte, Minô-Senba. La inauguració de l'extensió estava prevista per al 2020, però al mateix any, la companyia va dir que s'inauguraria el 2023.

## Línies

### Línia Nanboku
El tram que passa pel municipi de Minoo i les seues parades es troba encara en construcció per a la seua inauguració prevista el 2023.
| Estació Número | Imatge                | Estació              | Japonès        | Distància (km)  | Distància (km) | Enllaç               | Situació |
| Estació Número | Imatge                | Estació              | Japonès        | Entre estacions | Total          | Enllaç               | Situació |
| -------------- | --------------------- | -------------------- | -------------- | --------------- | -------------- | -------------------- | -------- |
| M06            | Minoh-Kayano          | Minō-Kayano          | 箕面萱野       | 0,0             | 0,0            |                      | Minō     |
| M07            | Minoh-Senba-Handaimae | Minō-Senba-Handaimae | 箕面船場阪大前 | 1,1             | 1,1            |                      | Minō     |
| M08            | Senri-Chūō            | Senri-Chūō           | 千里中央       | NA              | 2,5            | Línia Principal (15) | Toyonaka |
| M09            | Momoyama-dai          | Momoyama-dai         | 桃山台         | NA              | 4,5            |                      | Suita    |
| M10            | Ryokuchi-koen         | Ryokuchi-kōen        | 緑地公園       | NA              | 6,5            |                      | Toyonaka |
| M11            | Esaka                 | Esaka                | 江坂           | NA              | 8,5            | Línia Midōsuji (M11) | Suita    |

### Antigues línies
- Línia Kaijō: Estació de Senri-Chūō-Estació de Bankokuhaku-chūōguchi